# Isaac Allerton
Isaac Allerton (* 1586; † Februar 1658/59 in New Haven) war einer der ersten Pilgerväter, die im Jahre 1620 mit der Mayflower nach Plymouth übersiedelten.

## Leben
In Leiden heiratete er im November 1611 als junger Mann seine erste Frau, Mary Norris. Dort im Gemeindebuch war auch vermerkt, dass er ein Schneider aus London war. Sie hatten zusammen drei Kinder, die überlebten und die mit auf der Mayflower waren. Seine Frau war schwanger während der Überfahrt und brachte im Hafen von Plymouth einen totgeborenen Sohn zur Welt. Sie starb im ersten Winter in der „neuen Welt“, in dem viele Pilger starben. Seine zweite Frau, Fear Brewster, heiratete er 1626 in Plymouth. Mit ihr hatte er zwei Kinder.
Auf der Mayflower gehörte er mit zu den Unterzeichnern des Mayflower-Vertrags (Mayflower Compact). 1621 wurde er zum Assistenten des Gouverneurs William Bradford gewählt und blieb es bis 1630. Nach dieser Zeit war er als Händler tätig. Um 1634 ging er nach New Netherland, dem heutigen New York.